# 莵道
莵道（うじ、とどう）は、京都府宇治市にある町名。同市にある同音の町名宇治とは異なる。

## 地理
宇治市の中心部に位置しており、五ケ庄や宇治といった人口が多い地区に囲まれているが、双方より人口は少ない。地名の由来は、この地に居住していた応神天皇の子どもの菟道稚郎子の名前から来ている。
河川
- 宇治川

小字
- 莵道荒槇
- 莵道池山
- 莵道上野
- 莵道大垣内
- 莵道大谷
- 莵道岡谷
- 莵道奥ノ池
- 莵道河原
- 莵道車田
- 莵道郷原
- 莵道坂川
- 莵道滋賀谷
- 莵道新池
- 莵道田中
- 莵道高尾
- 莵道只川
- 莵道谷下り
- 莵道段ノ上
- 莵道出口
- 莵道中筋
- 莵道中山
- 莵道逃谷
- 莵道西中
- 莵道西隼上り
- 莵道羽戸山
- 莵道東隼上り
- 莵道平町
- 莵道西中
- 莵道東垣内
- 莵道丸山
- 莵道妙見
- 莵道森本
- 莵道門前
- 莵道藪里
- 莵道山田

## 人口と世帯数
2025年6月の人口は以下の通りである。
|              | 世帯数    | 人口    | 男性    | 女性    |
| ------------ | --------- | ------- | ------- | ------- |
| 2020年6月1日 | 3,945世帯 | 8,782人 | 4,168人 | 4,614人 |
| 2022年6月1日 | 3,993世帯 | 8,699人 | 4,117人 | 4,582人 |
| 2024年6月1日 | 4,003世帯 | 8,499人 | 4,018人 | 4,481人 |
| 2025年6月1日 | 4,038世帯 | 8,420人 | 3,963人 | 4,457人 |

年々世帯数は増えているが、人口は減っていっている。特に男性が転出傾向にある。

## 交通
鉄道
- 三室戸駅のみ

バス
京都京阪バス
- <109系統> 隼上り
- <103・250/250A系統> 隼上り~莵道荒槙
- <40/40A系統> 莵道荒槙~門前

道路
北部には国道1号（京滋バイパス）の入出口宇治東インターチェンジがあり、京都府道7号京都宇治線と交差している。

## 施設
- 莵道南集会所
- 宇治市三室戸北集会所
- 宇治菟道郵便局

## 学校
小学校
- 三室戸小学校のみ

中学校
なし
高校
- 京都翔英高等学校

## 史跡・名所
- 隼上り瓦窯跡
- 三室戸寺
- 石積み護岸
- お茶と宇治のまち交流館 茶づな
- 莵道稚郎子尊宇治墓（丸山古墳）
- 宇治川太閤堤跡
- 観音山古墳

## その他
郵便局
〒611-0013